# Glufseufsa
Glufseufsa (norwegisch für Brisenkliff) ist ein Gletscherbruch im ostantarktischen Königin-Maud-Land. In der Kirwanveggen liegt er auf der Südseite des Tals Urfjelldokka.
Wissenschaftler des Norwegischen Polarinstituts benannten ihn 1961.